# Charles Labro (architecte)
Pour les articles homonymes, voir Charles Labro et Labro (homonymie).
Charles Labro (1865-1949) est un architecte français.

## Biographie
Charles Labro est né le 20 juin 1865 à Vouziers dans les Ardennes.  
Il se marie le 9 mai 1900 à Paris, dans le 7e arrondissement, avec Pauline Barré.
Il est actif à Paris de 1900 à 1930 et réalise principalement des immeubles de rapport. Son œuvre est notamment visible dans le 16e arrondissement, arrondissement dans lequel il réside, au 21, boulevard Suchet.
En 1910, il fait mettre en chantier un dirigeable de 5000 mètres cubes, La Frégate, pour le compte du ministère de la Guerre.
En 1933, il dessine avec son fils les plans de l’hôtel des Pèlerins à Lisieux, pour le compte de la Société hôtelière des centres de pèlerinages catholiques, un mastodonte permettant d’héberger 2000 personnes et de servir 8000 repas par jour,. L’hôtel est finalement démoli en 1972. 
Il meurt le 20 janvier 1949 à Saint-Raphaël dans le Var.

## Réalisations
- 1900 : 15, rue des Ursulines ; immeuble[8].
- 1903 : 4-6, rue de l'Abbaye ; immeuble.
- 1912 : 21, boulevard Suchet (et 9, rue Louis-Boilly) ; immeuble de rapport[9], primé au Concours de façades de la ville de Paris de 1914[10]. On peut y observer une étonnante porte d'entrée en fer forgé et verre.
- 1912 : 105-107, rue de Sèvres[11]; immeuble.
- 1922 : 72, avenue Henri-Martin (et 4, square Lamartine) ; immeuble[12].
- vers 1924 : 1, rue d'Andigné ; immeuble de style Art déco.
- 1927 : 90, avenue Henri-Martin ; immeuble Art déco[9].

## Galerie

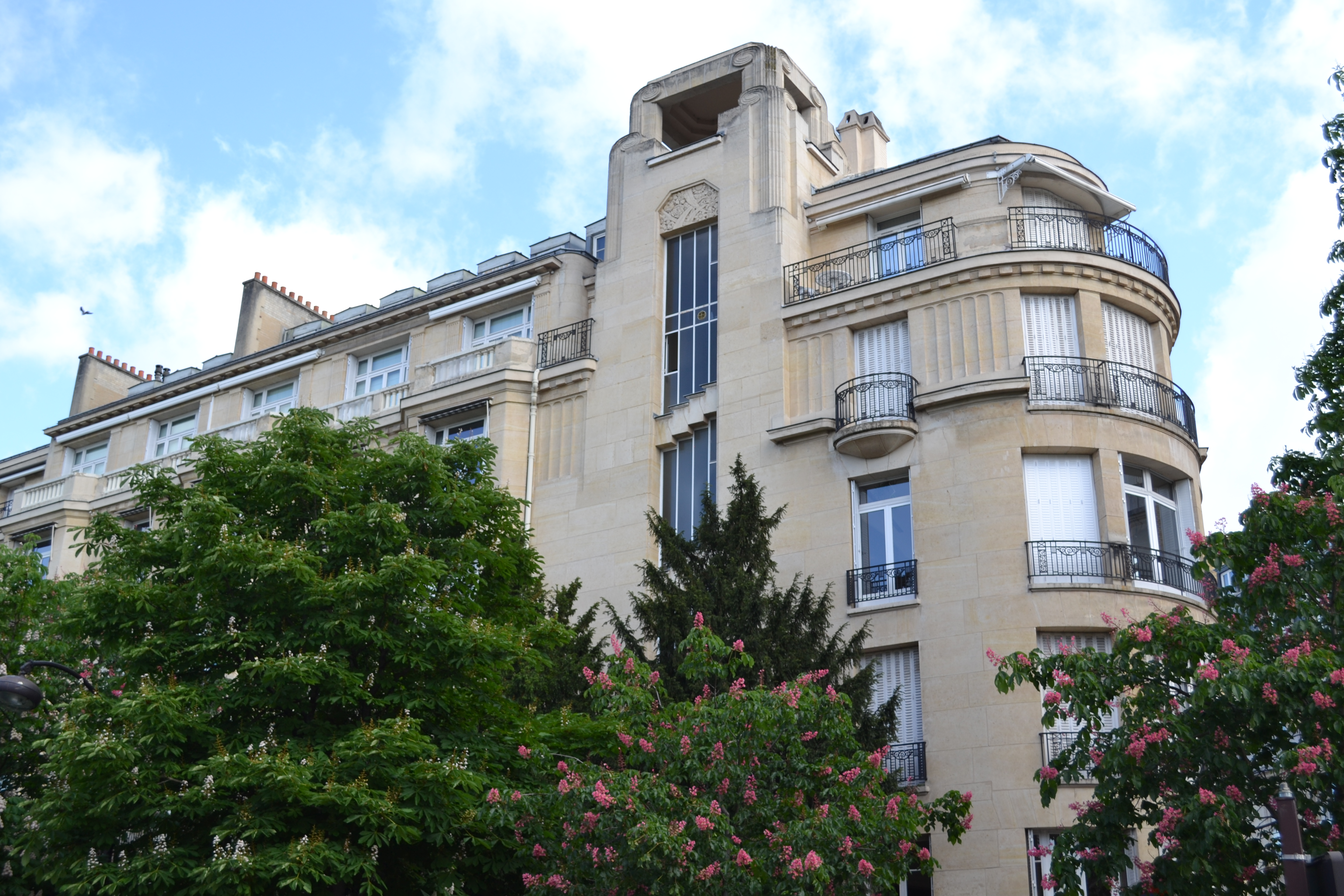
No 1, rue d'Andigné (à l’angle de la chaussée de la Muette).
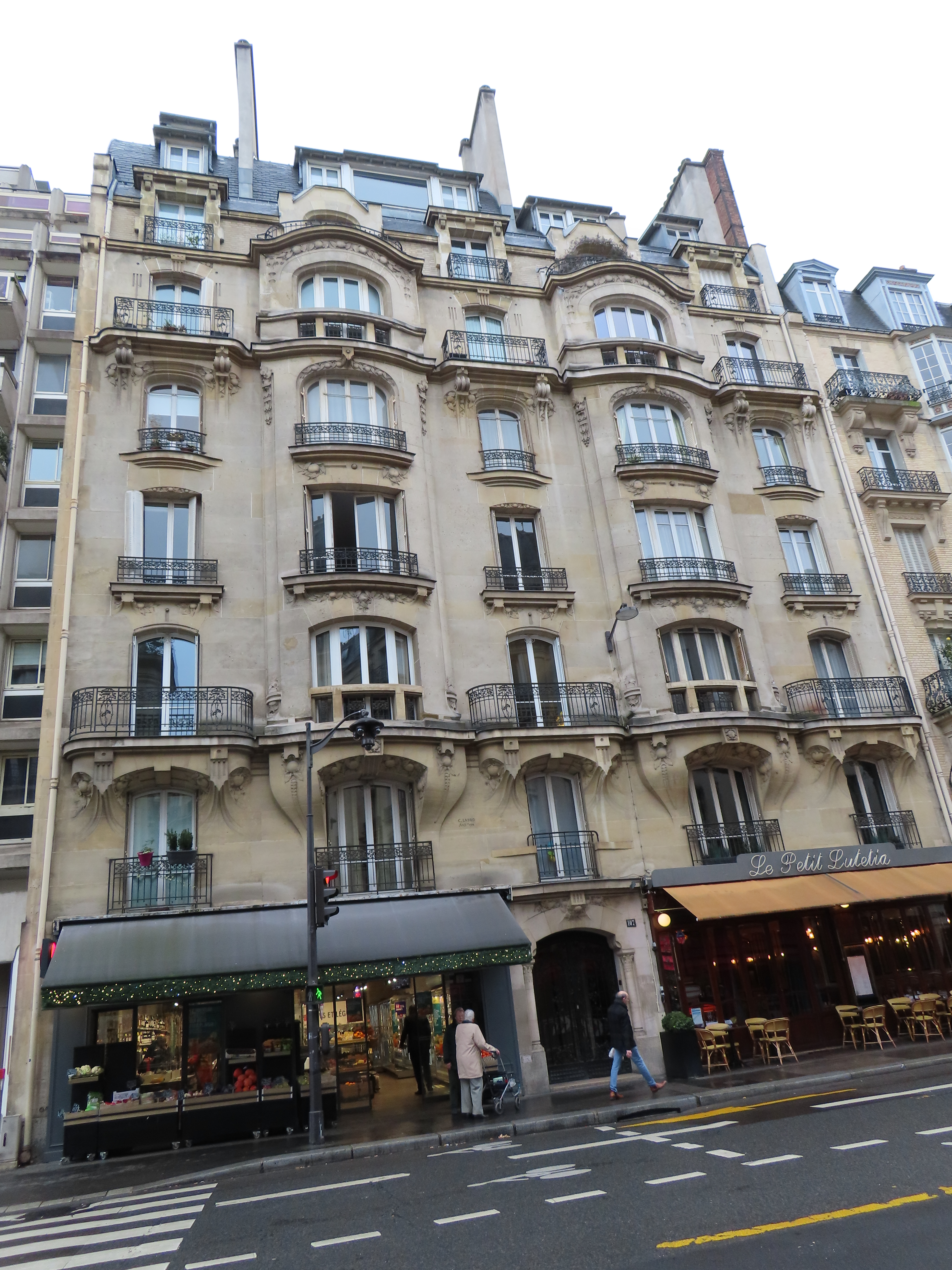
105-107, rue de Sèvres.
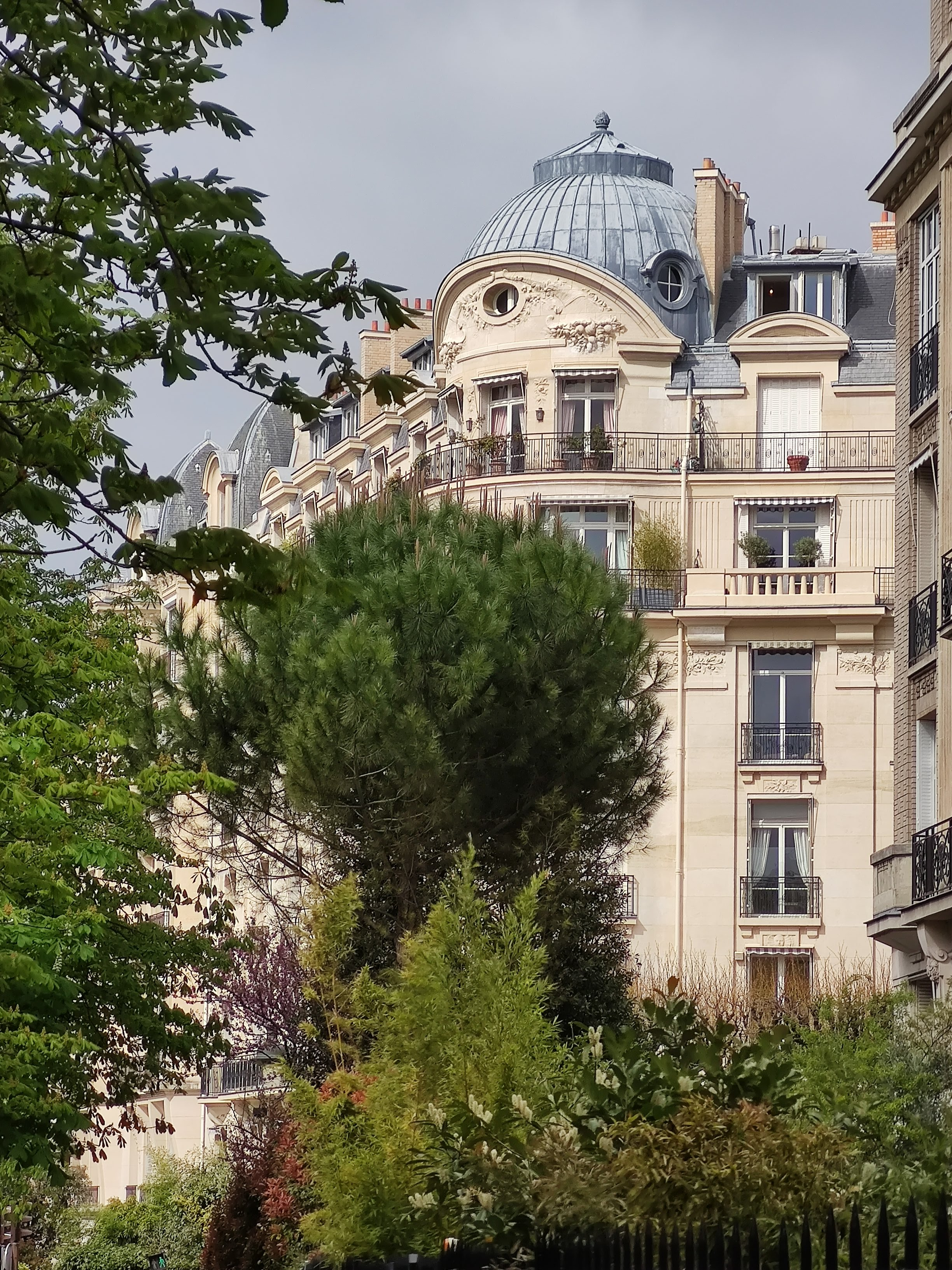
No 72, avenue Henri-Martin (et 4, square Lamartine).
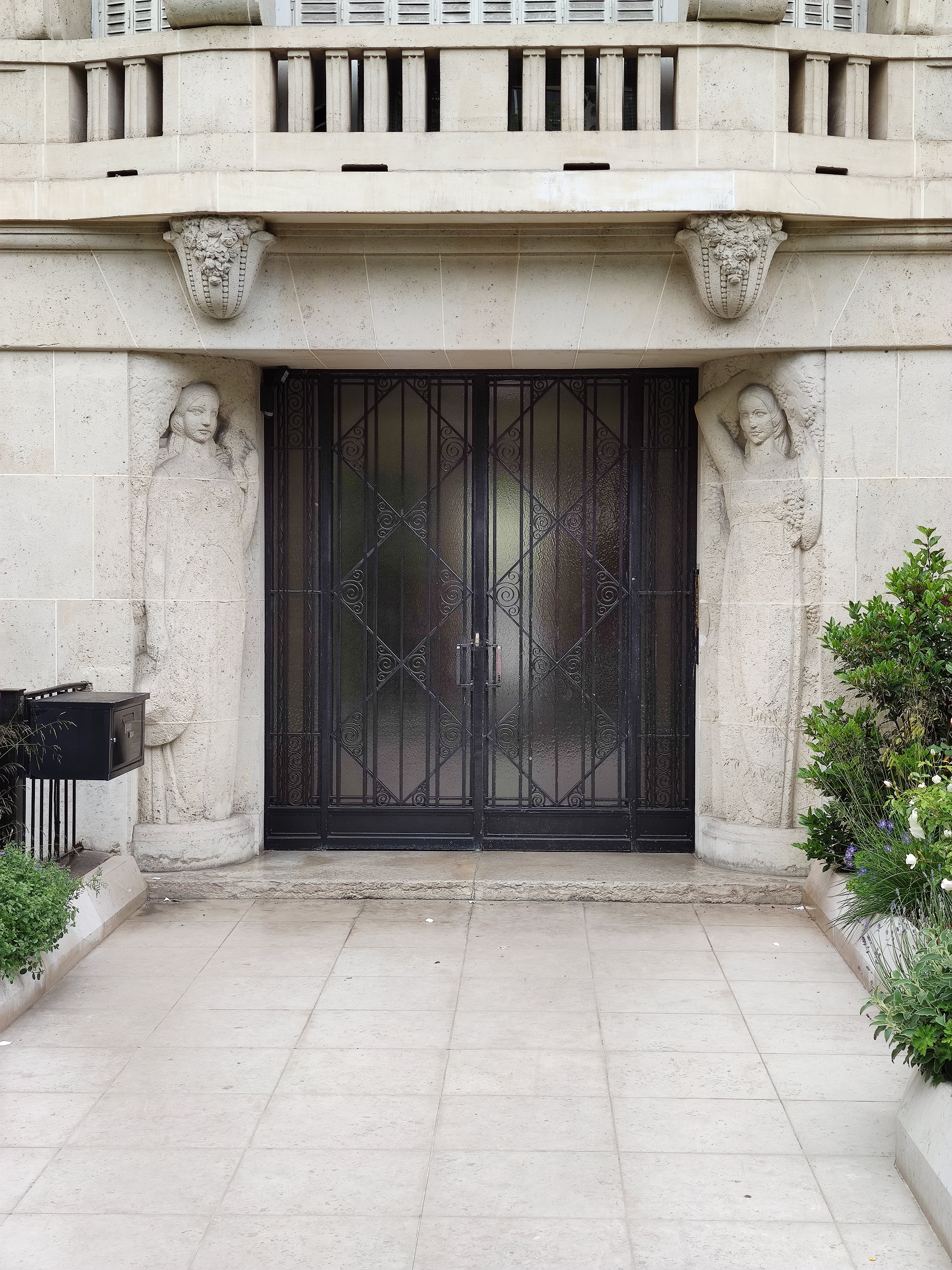
No 90, avenue Henri-Martin.
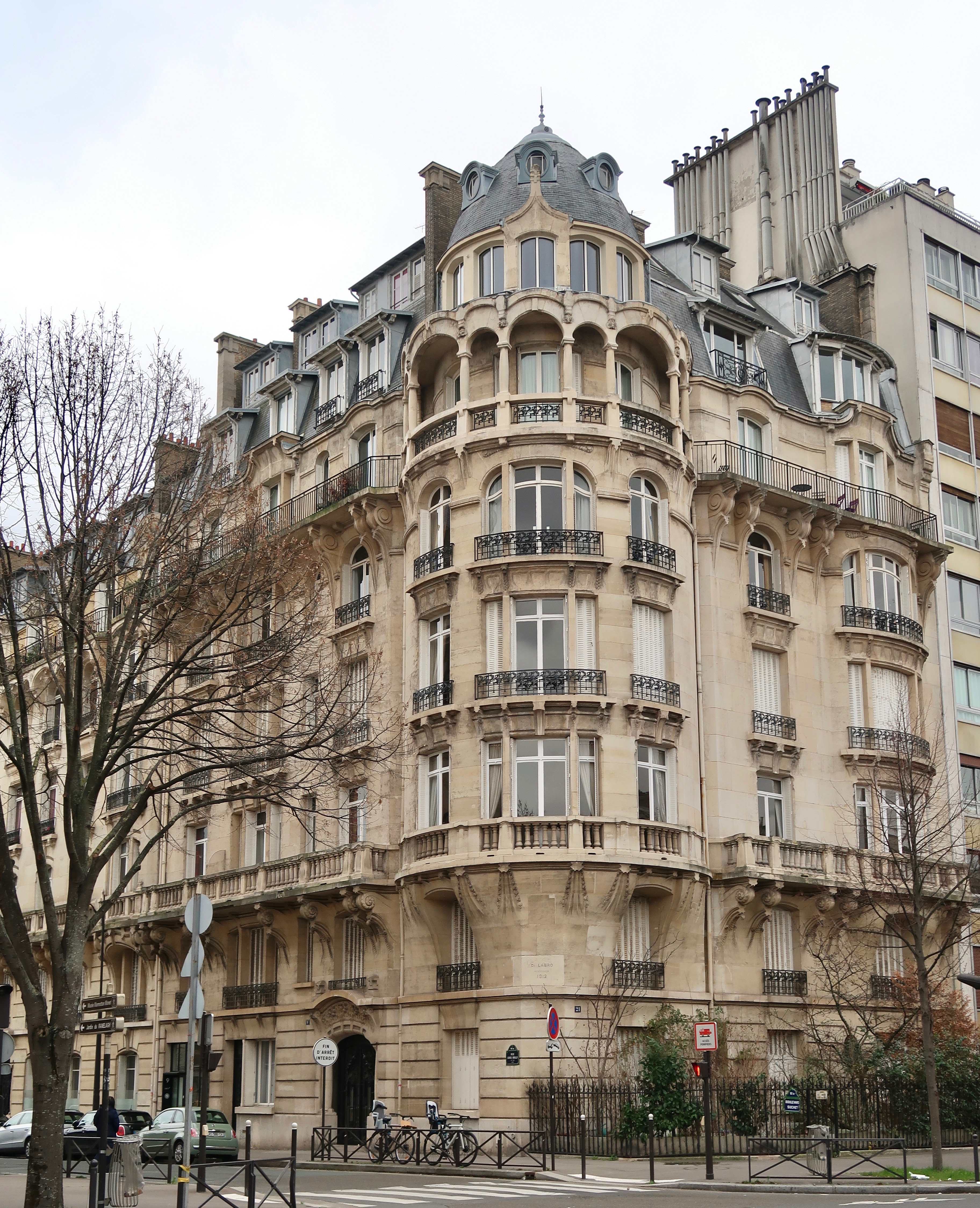
No 21, boulevard Suchet (à l’angle de la rue Louis-Boilly).